# Lorenzo Conforti
Lorenzo Conforti (22 mei 2004) is een Italiaans wielrenner die in 2023 prof werd bij Green Project-Bardiani CSF-Faizanè.

## Carrière
In 2022 won Conforti, samen met zijn ploeggenoten van Team Work Service Speedy Bike, de Gran Premio Eccellenze Valli del Soligo, een ploegentijdrit voor junioren. Later dat jaar werd hij onder meer derde in een etappe in de Ronde van de Valromey.
In 2023 werd Conforti prof bij Green Project-Bardiani CSF-Faizanè. Zijn debuut voor de ploeg maakte hij in maart in Kroatië. Op zijn tweede wedstrijddag sprintte hij naar de achtste plaats in de Trofej Poreč. In de openingsrit van Belgrado-Banja Luka sprintte hij, achter Bartosz Rudyk, naar de tweede plaats. Na vier etappes eindigde hij op de zevende plek in het algemeen klassement. Dat leverde hem wel de eindzege in het jongerenklassement op. Later dat jaar eindigde hij in zowel de Ronde van het Taihu-meer als de Ronde van Langkawi in meerdere etappes bij de beste tien. Zijn tweede seizoen als prof begon voor Conforti in Turkije, waar hij deelnam aan de Ronde van Antalya. In de Trofej Umag werd hij vierde. Vier dagen later werd hij tweede in de Trofej Poreč. In maart nam hij deel aan Milaan-Turijn, waarna hij door zou reizen naar Slovenië voor een reeks eendagskoersen. In de GP Slovenian Istria sprintte hij naar een negende plaats. Twee dagen later reed hij de GP Brda-Collio niet uit. Weer twee dagen later werd hij, na een fotofinish, tweede in de GP Goriška & Vipava Valley.

## Overwinningen
2022
Gran Premio Eccellenze Valli del Soligo (ploegentijdrit)
2023
Jongerenklassement Belgrado-Banja Luka

## Ploegen
- 2023 –  Green Project-Bardiani CSF-Faizanè
- 2024 –  VF Group-Bardiani CSF-Faizanè
- 2025 –  VF Group-Bardiani CSF-Faizanè

Bonillo · Colnaghi · Conforti · Covili · El Gouzi · Fiorelli · Gabburo · Lucca · Magli · Marcellusi · Martinelli ·  Mulubrhan · Nieri · Paletti · Pellizzari · Petrucci (tot 9/2) · Pinarello · Rastelli · Santaromita · Scalco · Scott (tot 20/7) · Tarozzi · Tolio · Tonelli · Zanoncello · Zoccarato · Cadena (stagiair) · Cavallo (stagiair) · Rojas (stagiair)
Biagini · Colnaghi · Conforti · Covili · Fiorelli · Gabburo · Lucca · Magli · Marcellusi · Martinelli · Paletti · Pellizzari · Pinarello · Pinazzi · Pozzovivo (vanaf 25/2) · Rojas · Scalco · Tarozzi · Tolio · Tonelli · Turconi · Zanoncello · Zoccarato